# Victor Hugo de Azevedo Coutinho
Pour les articles homonymes, voir Victor Hugo (homonymie) et Azevedo.
Victor Hugo de Azevedo Coutinho (1871-1955), est un officier de marine, homme politique et professeur à l'Université de Coimbra et à l'Escola Naval (École Navale) portugais.

## Biographie
Il est membre du Parti démocrate et est Président du Ministère de Portugal (Premier ministre) du 9e gouvernement de la Première République portugaise, dirigeant le pays entre le 12 décembre 1914 et le 25 janvier 1915. Son gouvernement est essentiellement constitué de personnalités de « seconds couteaux », ce qui vaut à ses ministres le sobriquet de « Os miseráveis de Victor Hugo » (Les Misérables de Victor Hugo) en référence à l'ouvrage de Victor Hugo Les Misérables.